# Trick Williams
Matrick Mondre Belton (Colúmbia, 26 de maio de 1994) é um lutador profissional e ex-jogador de futebol americano. Ele trabalha atualmente para a WWE, onde atua na marca NXT sob o nome de ringue Trick Williams. Ele também faz aparições na promoção parceira da WWE, a Total Nonstop Action Wrestling (TNA), onde é o atual campeão mundial da TNA em seu primeiro reinado. Ele foi duas vezes campeão do NXT, uma vez campeão norte-americano do NXT e foi o vencedor do Iron Survivor Challenge masculino de 2023.
Após jogar futebol americano na faculdade, Belton começou sua carreira no wrestling profissional em 2018, sob o nome de ringue Sweet Daddy Trick, quando treinou na Filadélfia com seu tio. Belton então assinou um contrato de desenvolvimento com a WWE em fevereiro de 2021 e fez sua estreia em setembro do mesmo ano como Trick Williams.

## Carreira no futebol
Belton jogou futebol americano universitário pelo Hampton Pirates em 2013 antes de se transferir para jogar pelo South Carolina Gamecocks de 2014 a 2016. Ele pegou 11 passes para 121 jardas durante sua carreira universitária, todos ocorridos em 2015. Ele não foi convocado em 2017 e passou um tempo como assistente técnico e estagiário-aluno-professor na Airport High School em West Columbia, Carolina do Sul, no outono de 2017. Ele então jogou na The Spring League em 2018 e participou do minicamp de novatos do Philadelphia Eagles como teste em maio de 2018

## Carreira na luta livre profissional

### WWE (2021–presente)

#### Estreia e Trick Melo Gang (2021–2024)
Em 24 de fevereiro de 2021, Belton assinou um contrato de desenvolvimento com a WWE e foi designado para o WWE Performance Center e posteriormente para a marca NXT. Mais tarde naquele ano, ele fez sua primeira aparição no episódio de 14 de setembro do NXT sob o nome de Trick Williams como guarda-costas de Carmelo Hayes e eles formaram a Trick Melo Gang. Williams fez sua estreia no ringue no episódio de 5 de outubro do NXT, fazendo parceria com Hayes em uma luta fatal four-way eliminatória de tag team pelo Campeonato de Duplas do NXT, onde perderam para MSK (Nash Carter e Wes Lee).
Ao longo de 2022 e 2023, Williams acompanhou Hayes na maioria das partidas. No episódio de 1º de agosto de 2023 do NXT, Williams disse a Hayes que eles precisavam se separar para que ele pudesse alcançar suas próprias realizações, desmembrando amigavelmente a Trick Melo Gang. No episódio de 26 de setembro do NXT, Williams se tornou o desafiante número um ao Campeonato Norte-Americano do NXT ao derrotar Axiom, Dragon Lee e Tyler Bate em uma luta fatal four-way e derrotou "Dirty" Dominik Mysterio por o título no NXT No Mercy . Dois dias depois, Williams fez sua estreia no Raw como o novo Campeão Norte Americano do NXT. No entanto, no episódio de 3 de outubro do NXT, Williams perdeu o título de volta para Mysterio após a interferência dos companheiros de equipe The Judgment Day de Mysterio, Finn Bálor, Damian Priest e Rhea Ripley, bem como de seu associado JD McDonagh, encerrando seu reinado em três dias e marcando foi o reinado mais curto da história do título.
Williams fez sua estreia no Main Event na gravação de 16 de outubro em uma luta contra Chad Gable. No episódio de 17 de outubro do NXT, Williams foi escalado para a luta Triple Threat entre Hayes, Dijak e Baron Corbin para torná-la uma luta fatal four-way por uma oportunidade pelo Campeonato NXT contra Ilja Dragunov no NXT Halloween Havoc. Este anúncio causou uma rixa entre Williams e Hayes. Antes do início da partida, Williams foi encontrado atacado nos bastidores e teve que ser levado a um hospital. Hayes derrotou Dijak e Corbin pela oportunidade do título. No NXT Halloween Havoc Night 2, Williams retornou durante a luta pelo NXT Championship e custou o título a Hayes, que então encarou Hayes após a luta. No episódio de 14 de novembro do NXT, Williams derrotou Joe Coffey para se qualificar para o Iron Survivor Challenge no NXT Deadline com Hayes em seu corner.

## Títulos e prêmios
- Pro Wrestling Illustrated
  - PWI o colocou na #28ª posição dos 500 melhores lutadores individuais no PWI 500 em 2024[18]
- Total Nonstop Action Wrestling
  - Campeonato Mundial da TNA (1 vez, atual)
- WWE
  - Campeonato Norte-Americano do NXT (1 vez) [19]
  - Campeonato do NXT (2 vezes)
  - Iron Survivor Challenge masculino (2023)[20]